# Naveed Alam
Naveed Alam (* 16. September 1973; † 13. Juli 2021 in Lahore) war ein pakistanischer Hockeyspieler und -trainer.
Naveed Alam wurde mit der pakistanischen Hockeynationalmannschaft 1994 Weltmeister und gewann im selben Jahr bei den Asienspielen in Hiroshima die Bronzemedaille. Bei den Olympischen Spielen 1996 in Atlanta belegte er mit der pakistanischen Auswahl den sechsten Platz. Nach seiner aktiven Karriere war er als Nationaltrainer von China und Bangladesch sowie von Pakistan tätig. Mit der pakistanischen Olympiaauswahl belegte er als Trainer den achten Platz bei den Olympischen Spielen 2008 in Peking.
Anfang Juli 2021 erkrankte Alam an Leukämie und starb wenige Tage später im Shaukat Khanum Hospital in Lahore, nachdem er sich einer Chemotherapie unterzogen hatte.